# Heliura nivaca
Heliura nivaca là một loài bướm đêm thuộc phân họ Arctiinae, họ Erebidae.